# David H. DePatie
David Hudson DePatie (Los Angeles, 24 de dezembro de 1929 - Gig Harbor, Washington, 23 de setembro de 2021) foi um produtor de televisão estadunidense.
DePatie, junto com Friz Freleng fundaram a DePatie-Freleng Enterprises junto com vários animadores da recém extinta Warner Bros. (o setor de animação).
Criaram, nas décadas de 1960 e 1970, vários personagens famosos como a Pantera cor-de-rosa para a abertura do filme de Peter Sellers, e o sucesso foi tão grande que acabaram criando uma série de animação com este personagem.
O último projeto de DePatie, já sem Freleng foi "The Pink Panther in: Pink at First Sight" para a rede de televisão estadunidense ABC e para a Marvel Productions.
DePatie faleceu de causas naturais no dia 23 de setembro de 2021 aos 91 anos.